# 기업 경영에 대한 법규
본 문서 기업 경영에 대한 법규는 기업의 조직과 분쟁예방·소송 및 재건·소멸에 관한 경영 법규를 나열하고 설명한다.

## 기업조직관계 법규
기업을 운영하는 데 있어서는 우선 인적 주체가 누구이냐가 문제되는바, 이는 기업의 형태 문제와 관련된다. 상법과 민법은 개인기업의 형태를 택할 때의 '상인'에 관한 개념과, 공동기업의 형태를 택할 때의 '영업자'와 '익명조합원' 또는 '공동사업자'에 관한 개념과, 법인기업의 형태를 택할 때의 '법인'의 개념을 규제한다. 그리고 법인기업(회사기업)의 설립에 관하여는 정관(定款)의 작성과 설립등기(設立登記)에 관하여 자세한 규제를 하고 있다. 회사라고 하더라도 주식회사(株式會社)이냐, 유한회사(有限會社)이냐, 합명회사(合名會社)이냐 혹은 합자회사(合資會社)이냐에 따라서 각각 다른 내용의 규제를 하고 있다. 기업의 규모에 관하여도 법적 규제가 있다. 예컨대 유한회사에 있어서는 자본금을 천만원 이상으로 규제하고 (상법 546조 1항), 금융기관의 자본금은 250억원 이상으로 규제한다(은행법 16조 1항). 이와 같은 예는 증권거래법에도 있고, 기타의 특별법에도 산재한다. 일단 설립된 주식회사가 증자(增資)를 통하여 규모를 확대하는 경우와 감자(減資)를 통하여 규모를 축소시키려는 경우에 상법 기타 특별법의 규제가 가해진다. 기업이 조직변형을 하는 경우에도 법적 규제를 받아야 한다. 이를테면 주식회사는 유한회사로, 그리고 유한회사는 주식회사로 조직변경할 수 있다. 또한 합명회사는 합자회사로, 그리고 합자회사(合資會社)는 합명회사(合名會社)로 조직변경할 수가 있다. 그러나 인적 회사(합명회사·합자회사)가 물적 회사(주식회사·유한회사)로 바뀐다거나 물적 회사가 인적 회사로 바뀔 수는 없다. 개인기업이 법인조직으로 되는 경우에는 상법상 새로운 법인설립의 절차를 밟아야 한다. 회사가 합병을 하는 경우에도 엄격한 법적 규제를 받게 된다. 외국의 경우에는 독점금지법(獨占禁止法)과 같은 법규로서 기업의 합병을 억제하기도 한다. 자본의 자유화를 위해서도 법적 규제가 나타난다. 기업의 체질개선을 위해서는 상법상 주식의 자유양도가 보장되며 법인세법은 공개법인(公開法人)에 대한 세제면(稅制面)에서의 특전을 베풀기도 한다. 기업의 공개를 촉진하는 특별법으로서 자본시장 육성에 관한 법률(기업공개 촉진법의 대체입법)이 있으며 반강제적으로 기업자본의 자유화 내지 공개화를 촉진하기도 한다. 이상과 같은 일은 법인기업에 있어서라면 반드시 정관(定款)의 변경과 관련성을 가지게 된다. 그러므로 정관에 관한 검토도 필요하다. 카르텔·트러스트·콘체른 등 기업집중에 대해서도 경제정의와 경쟁의 보장을 위해 법제도로 규율하고 있다. '독점규제 및 공정거래에 관한 법률'에서는 제3장 기업결합의 제한 및 경제력 집중의 억제∼제8장 국제계약 체결제한을 설치해 실질적으로 경쟁을 제한하는 행위를 금지하고 있다. 외국회사가 우리나라에 진출할 때는 상법의 규제가 따른다. 그리고 외자도입법에 의한 규제도 따른다.

## 분쟁예방·소송관계 법규
경영법학이라는 분야가 발달된다면 이는 특히 분쟁의 예방을 위하여 역할을 담당하여야 한다. 즉, 기업을 규제하는 법적 규제를 정확하게 분석하여 장래에 발생할지도 모르는 법률상의 분쟁의 씨를 사전에 싹트지 못하도록 조치할 수 있는 방안을 제시하여야 한다. 이는 이른바 예방법학(豫防法學)에 속하는 것이지만, 앞으로 이러한 면에 깊은 연구가 필요함은 사실이다. 외국의 경우에는 이와 같은 사전조치를 위하여 전문가의 힘을 빌리는 예가 많으며, 기업 내의 기획실 같은 곳에서 연구·검토하기도 한다. 분쟁은 예방하여 일어나지 않도록 하는 것이 상책이다. 그러나 부득이하여 분쟁이 일어날 수도 있다. 이에 대비하기 위하여 기업은 배려를 해야 한다. 그 방법으로서는 구두(口頭)로 성립된 계약을 서면으로 확인하여 보관하고, 중요한 사항의 문서는 공증인(公證人)의 인증을 받아두어야 한다. 일단 발생한 분쟁은 되도록 가볍게 해결해야 한다. 그 해결의 방법으로서는 화해·조정·중재·소송 등이 있다. 화해(和解)는 당사자가 서로 양보하여 서로간의 분쟁을 끝마칠 것을 약정함으로써 성립된다. 조정(調停)은 제3자가 당사자 간을 중개해 화해·타협의 성립에 노력함으로써 이루어진다. 이와 같은 방법을 통하여 분쟁의 해결이 이루어지지 않은 경우에는 소송(訴訟)의 방법이 동원된다. 이에는 민사소송과 민사소송과 같으면서도 상법의 규정에 따라 이루어지는 회사소송이 있다. 민사소송(民事訴訟)은 기업의 일상거래를 둘러싸고 발생하는 제반 법률문제를 해결하는 재판이다. 이는 분쟁·이해의 충돌을 국가의 재판권에 의하여 법률상 또는 강제적으로 해결·조정하기 위한 절차이지만, 그 법적 근거는 대부분 민법에 있다. 손해배상청구의 소송, 부당이득 반환청구의 소송 등이 그 예가 된다. 상법은 약 50종에 달하는 소송을 규정하고 있다. 물론 이들이 전부 활용되고 있는 것이 아니며, 사실상으로는 거의 무의미한 규정들이지만, 경제가 발달될수록 더욱 많은 회사소송이 발생할 가능성은 충분히 있다. 그러므로 기업으로서 상법이 규정하고 있는 제반 소송에 대한 충분한 배려를 하고 있어야 할 것이다. 최근에는 조세문제를 둘러싸고 이의신청(異議申請)·심사청구·행정소송(行政訴訟) 등이 많이 일어나고 있다.

## 기업재건·소멸관계 법규
기업의 재건, 즉 회사재건이라 함은 기업의 파산을 그 일보 전에 막고 기업을 다시 세우는 작업을 말한다. 자본감소는 넓은 의미에서 볼 때 회사를 다시 세우는 효과를 발휘하는 제도이지만, 감자(減資)와 증자(增資)를 병행하여 실시하는 경우도 있다. 감자는 부식하는 신체의 일부를 수술로 도려내는 경우와 비유할 수 있다. 이에 관한 구체적인 방법은 상법이 규제한다. 회사정리법(會社整理法)에 의한 회사를 갱생시키는 절차도 있다. 즉, 재정적 궁핍으로 파탄에 직면하였으나 갱생의 가망이 있는 주식회사에 관하여 채권자·주주 기타의 이해관계인의 이해를 조정하며, 그 사업의 정리·재건을 목적으로 회사의 정리가 이루어진다. 이는 회사가 그 사업의 지속에 큰 지장을 초래함이 없이는 변제기에 있는 채무를 변제할 수 없을 때는 회사 자신의, 그리고 회사의 파산원인인 사실이 발생할 염려가 있는 때는 회사 이외에 자본의 10분의 1 이상에 해당하는 채권자 또는 발행주식 총수의 10분의 1 이상에 해당하는 주식을 가진 주주의 신청에 의하여 법원이 결정한다. 기업에 지급불능이나 채무초과(債務超過)의 원인이 발생할 때는 파산법(破産法)에 의한 절차를 통하여 정리할 수 있다. 이는 채무자의 모든 재산을 채권자에게 공평하게 변제할 것을 목적으로 법원을 개입시켜서 진행하는 절차이다. 그러나 파산절차는 기업(채무자)이건 채권자이건 커다란 손해를 피할 수 없는 제도이기 때문에, 파산예방을 위하여 강제화의(强制和議)라는 절차를 동원하는 방법도 있다. 이를 위하여 화의법(和議法)이 있다. 기업은 해산(解散)을 통하여 소멸하기도 한다. 개인기업이라면 별다른 법적 규제를 받지 않고 청산된다. 법인기업(회사)의 경우에는 상법의 규제를 받아 해산을 하게 되고, 다시 청산절차(淸算節次)를 밟게 된다. 청산에 있어서는 잔여재분을 분배하기에 앞서서 채권을 추심하고 채무를 변제하며 분배하기 어려운 고정자산 등은 환가처분(換價處分)을 통하여 현금화한다. 분배된 잔여재산이 원입출자액을 초과할 때는 배당이자소득세가 과세된다. 회사의 입장에서는 잔여재산의 총계가 자본금과 잉여금의 합계를 초과할 때는 법인세법에 의한 청산소득세가 과세된다. 회사는 합병에 의하여 소멸되는 경우도 있다. 합병은 상법의 규제를 받는 절차인데, 소멸회사의 모든 권리·의무와 사원(출자자)은 합병회사에 포괄 승계된다.